# Gardnerella vaginalis
Gardnerella vaginalis – rodzaj Gram-zmiennych względnych bakterii beztlenowych – jedyny przedstawiciel rodzaju Gardnerella.
Początkowo zostały sklasyfikowane jako Haemophilus vaginalis,, a następnie jako Corynebacterium vaginalis.
Gardnerella vaginalis rośnie w atmosferze CO2 na agarze czekoladowym jako małe, okrągłe, wypukłe, szare kolonie, jej wzrost obserwuje się również na agarze krwawym wokół kolonii gronkowca złocistego (Staphylococcus aureus) – wzrost satelitarny. Potrzebują do swojego wzrostu wielu czynników takich jak: biotyna, kwas foliowy, niacyna, tiamina, ryboflawina i puryna.
Posiada Gram-dodatnią ścianę komórkową, ale dlatego, że ściana komórkowa jest tak cienka, może wybarwiać się zarówno Gram-dodatnio, jak i Gram-ujemnie.

## Znaczenie kliniczne
Gardnerella vaginalis jest względnie beztlenowym ziarniakiem gram zmiennym, który może spowodować bakteryjne zapalenie pochwy u kobiet w wyniku zakłóceń prawidłowej mikroflory pochwy. Pochwa jest normalnym miejscem bytowania bakterii z rodzaju Lactobacillus odpowiedzialnych za kwaśne środowisko.
Chociaż zazwyczaj izoluje się je z hodowli wymazów z narządów płciowych, mogą również być wykrywane w innych próbkach: np. krwi, moczu i wymazach z gardła. Chociaż jest główną przyczyną bakteryjnego zakażenia pochwy, może również zostać wyizolowana u kobiet bez objawów zakażenia.

## Leczenie
W terapii zalecany jest metronidazol i klindamycyna